# Подгорци (община Дебър)
Подгорци (на албански: Podgorcë или Podgorca) е село в Република Албания, община Дебър (Дибър), административна област Дебър.

## География
Селото е разположено в историкогеографската област Поле.

## История
След Балканската война в 1913 година селото попада в новосъздадена Албания.
В 1915 година, по време на Първата световна война, селото е анексирано от Царство България. Към 1 март 1916 година Надградци е част от Алайбеглийската община на българската Дебърска околия.
До 2015 година селото е част от община Макелари.